# R-905

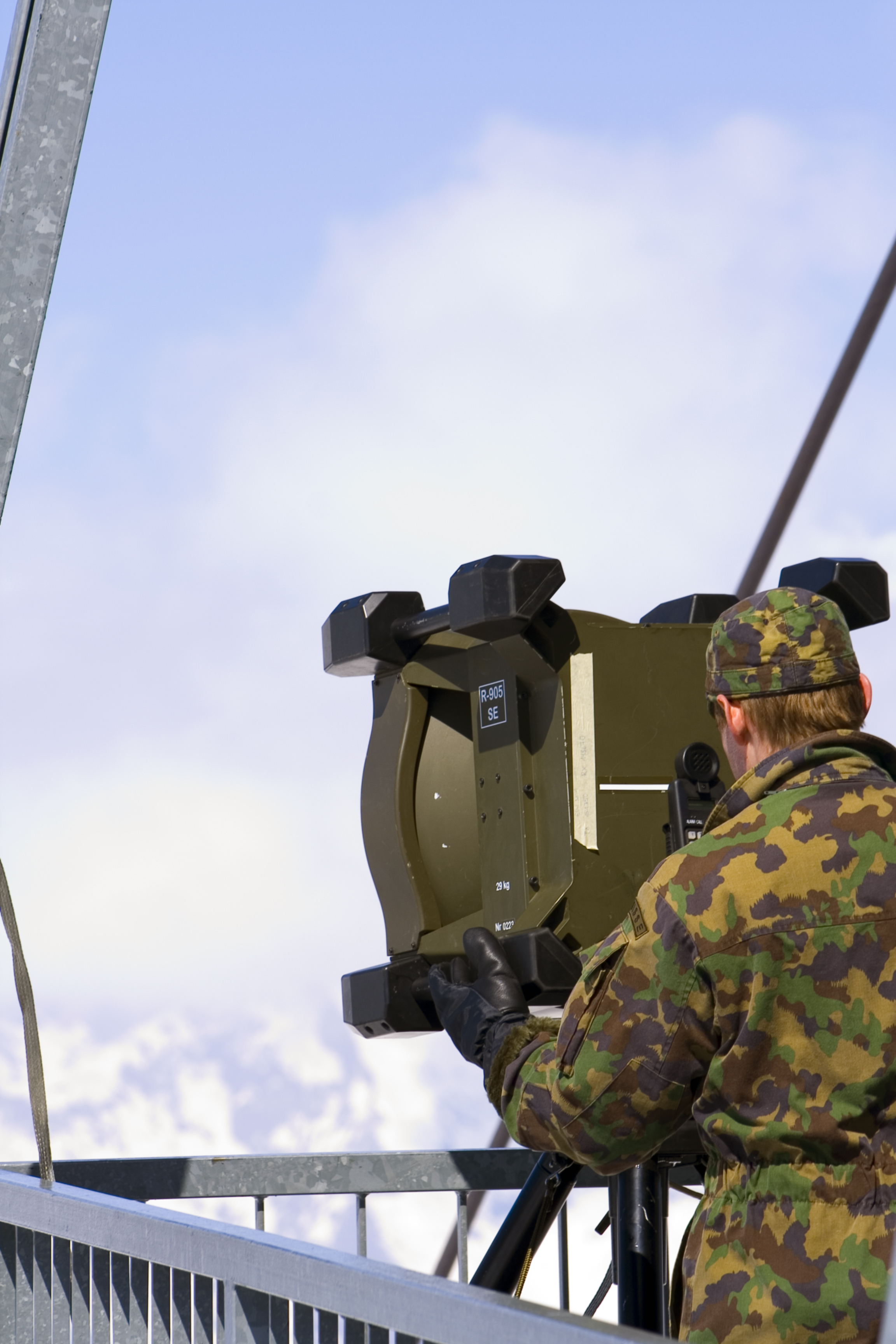
Richtstrahlanlage R-905

Das R-905 ist eine Richtfunkstation, die in der Schweizer Armee verwendet wird. Im Groben besteht diese Richtstrahlstation aus einem Sende- und Empfangsgerät (SE R-905) – in welchem auch der Antennenspiegel integriert ist – dem Bedienterminal (BT) – einem Hörer mit Tastatur und LCD – und einer Speiseausrüstung (SA 95/1). Dazu kommen noch ein 24-V-Akku, ein Stativ mit Abspannseilen, ein Tarnnetz, eine Kabelrolle und ein Fehlerstrom-Schutzschalter mit Erdpfahl. Das alles ist einzeln tragbar, wiegt aber zusammen etwa 230 kg.
Über einen maximal 4 km langen Lichtwellenleiter (LWL) wird ein Bündelschlüsselgerät (BSG 93) an das SE angeschlossen. Das optische Signal hat eine Nutzdatenrate von entweder 2 Mibit/s oder 8 Mibit/s.
Der Frequenzbereich liegt zwischen 14,64 GHz und 15,21 GHz, mit einem Frequenzabstand von mindestens 150 MHz. Die maximale Reichweite beträgt etwa 50 km (gemäss altem Reglement 55 km). Um die Reichweite zu erhöhen, können maximal zwei Relaisstationen dazwischen geschaltet werden. Eine Relaisstation besteht aus zwei R-905, die mit einem Lichtwellenleiter verbunden sind.
Über einen unverschlüsselten Dienstkanal, der zu den Nutz- und Fernbetriebssignalen multiplexiert wird, kann mit den anderen Betreibern der BSGs und der SEs telefoniert werden.